# Зелени барут чај
Зелени чај Gunpowder - Temple of Heaven је кинески зелени чај из Шангаја с високим садржајем теина. Потиче још из времена Т'анг династије (618—907). Данас се производи у Анхуи, провинцији у Кини. Листови се суше и уско заролају равномерно у мале, тврде куглице које подсећају на куглице барута, по чему је добио и име. Има јак укус и веома је освежавајућ и оснажујућ. Напитак је тамнозелене боје.

## Специфицности зеленог чаја Gunpowder temple of heaven
Зелени чај Gunpowder због високог садржаја теина, препоручљив је за конзумирање у јутарњим сатима. Такође садржи специфичне антиоксидансе који смањују ниво токсина у телу које уносимо на дневном нивоу. Способност снижавања холестерола је једна од значајних карактеристика овог чаја.

## Gunpowder temple of heaven и спорт
Овај чај је највише популаран међу спортистима, јер пијење ове врсте зеленог чаја пре спортских активности штити срце и ткива од оштећења, док теин окрепљује и даје потребну енергију. Такође веже и слободне радикале у телу, помаже да се ћелије брже регенеришу и ублажује оштећење мишићних ћелија. Због алкалних састојака садржаних у зеленом чају, конзумацијом овог и других зелених чајева смањује се бол због стварања млечне киселине у мишићима.

## Припрема зеленог чаја Gunpowder temple of heaven
За шољу чаја од 2дл потребно је пола чајне кашичице зеленог чаја и вода, која се охладила на 70°C. Оставимо 2 до 3 минуте и процедимо. Чај можемо преливати два до три пута.